# 单霁翔
单霁翔（1954年7月—），汉族，江苏省江宁县（今南京市江宁区）人。中华人民共和国官员。曾任国家文物局局长、故宫博物院党委书记兼任院长、北京市文物局局长、北京市房山区区委书记。中共中央党校研究生学历。高级工程师、注册规划师。

## 生平
单霁翔于1954年7月出生于江苏江宁县。他毕业于清华大学，师从吴良镛学习城市规划和设计。从1980年到1984年，他在日本学习期间，开始了对历史城市和文化遗产保护和规划的研究。
1971年1月，单霁翔参加工作。1985年6月，单霁翔加入中国共产党。
1992年1月到1994年5月，单霁翔任北京市城市规划管理局副局长。1994年5月至1997年8月，单霁翔任北京市文物局党组书记、局长。1997年8月至2000年1月，单霁翔任中共北京市房山区区委书记。2001年1月至2002年8月，单霁翔任北京市规划委员会（首都规划建设委员会办公室）党组书记、主任。2002年8月，单霁翔任中华人民共和国文化部党组成员，国家文物局党组书记、局长。2012年2月，他被免去国家文物局局长的职务。 2012年1月，单霁翔任中华人民共和国文化部党组成员、故宫博物院党委书记兼任院长。2018年12月，被聘为东南大学的资深教授。
任职国家文物局局长期间，因2000年青岛经济技术开发区为发展旅游推倒齐长城、2003年山西右玉县为发展旅游全部推倒杀虎口长城（均未受处罚且作为政绩受表彰，当事人还获提拔），单霁翔联名8个届别的45名委员在2003年十届全国人大一次会议上提案“长城保护工作亟待加强”，建议制定长城保护总体规划及长城保护专项法规。但2006年3月内蒙古乌兰察布市丰镇为省修路成本依然挖开长城，仅被罚50万元。直到2006年10月11日，国务院总理温家宝签署第476号国务院令公布《长城保护条例》，同年12月1日起施行。但长城受破坏依旧严重，尤其是甘肃、宁夏、陕西和山西等中西部省份境内长城受损最严重。
2009年，考古学家宿白得知云南德钦古水水电站即将开工，可能会淹没西藏芒康盐井盐田，随即向国家文物局局长单霁翔写信，希望保护芒康盐井盐田，并给出可行建议。单霁翔后来带领工作组实地考察，并征求当地文物工作者和藏地居民意见，最终将芒康盐井盐田列入保护计划，使其得以保全。
根据故宫博物院的公告，单霁翔于2019年4月8日退休，故宫博物院院长由原敦煌研究院院长王旭东继任，同年5月8日受聘为故宫学院院长。
他是中国人民政治协商会议第十届、第十一届全国委员会委员。他还是首都规划建设委员会委员、中国文物学会會長。